# Bieżnia (przyrząd do ćwiczeń)

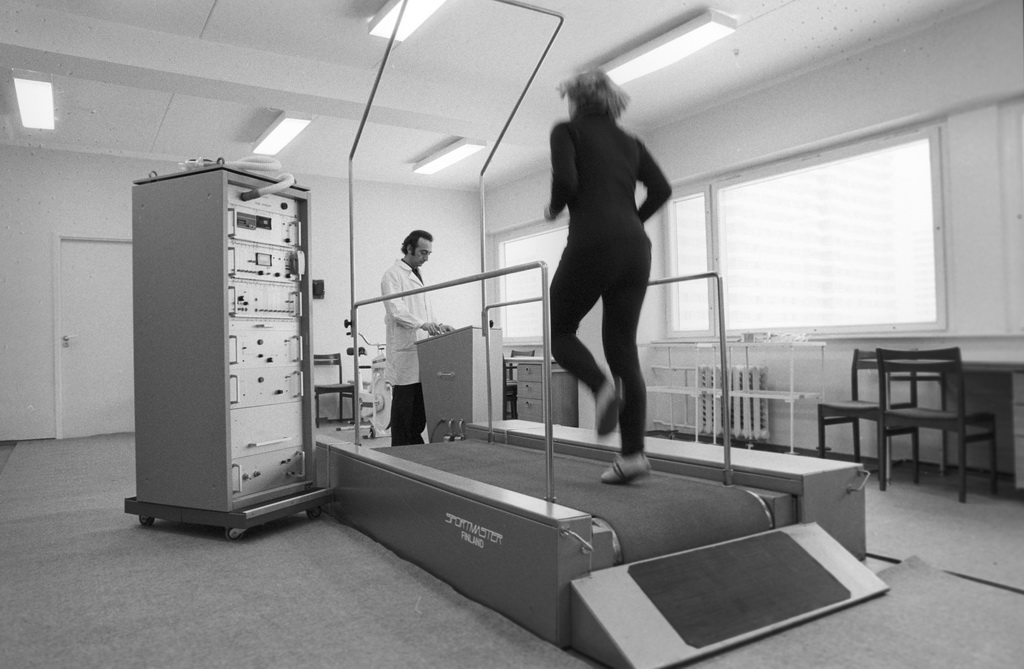
Bieżnia do diagnostyki funkcjonalnej dla sportowców (1980)

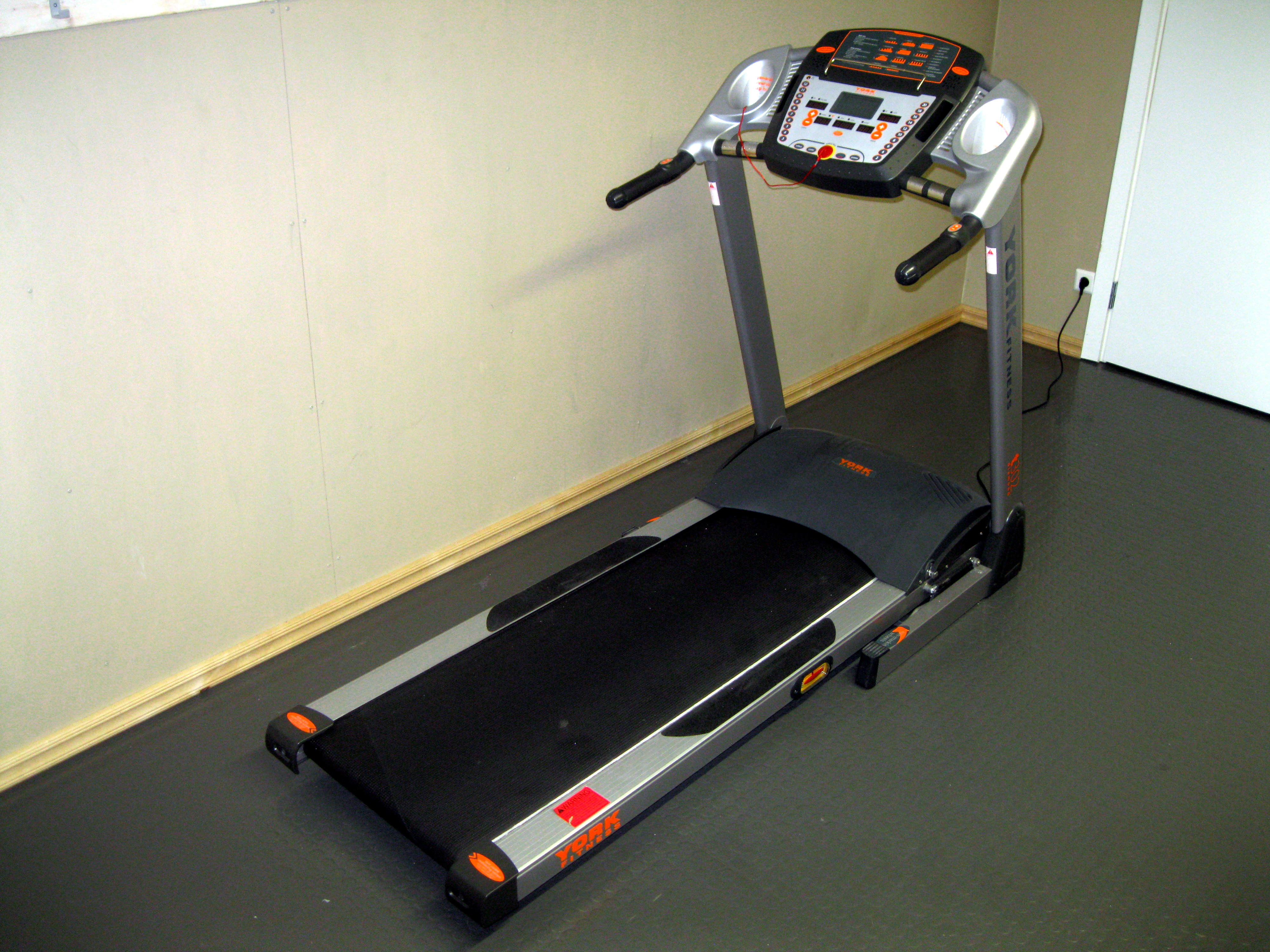
Bieżnia elektryczna

Bieżnia – stacjonarne urządzenie treningowe pozwalające na utrzymanie dobrej kondycji fizycznej. Bieżnia może być wykorzystywana w domu, częściej jest wyposażeniem siłowni i klubów fitness. Wyróżniamy kilka rodzajów bieżni: magnetyczną, elektryczną oraz ciśnieniową.
Większość bieżni posiada regulację prędkości, kąta nachylenia bieżni oraz wgrane gotowe programy treningowe, które pozwalają one na bardziej efektywniejszy trening.